# مارسيلو سواريز
مارسيلو سواريز (بالإسبانية: Marcelo Suárez)‏ هو لاعب كرة قدم أوروغواني في مركز الهجوم، ولد في 12 فبراير 1970 في مونتفيدو في الأوروغواي. لعب مع سنترال إسبانيول وأتليتيكو بروغريسو ‏.

## وصلات خارجية
- مارسيلو سواريز على موقع قاعدة بيانات كرة القدم.إي يو (الإنجليزية)